# Lane Assist
Lane Assist (pol. asystent utrzymania pasa ruchu) – układ kontrolujący, czy kierowca utrzymuje samochód w granicach pasa ruchu. Jego działanie opiera się na zasadzie sprzężenia kamery, zlokalizowanej zwykle za przednią szybą, na wysokości lusterka wstecznego (wspomaganiej niekiedy przez kamery umieszczone w lusterkach bocznych), monitorującej przestrzeń przed samochodem oraz układu kierowniczego. Kamera rozpoznaje wyznaczone pasy ruchu po obu stronach jezdni. W przypadku opuszczenia pasa ruchu bez włączenia kierunkowskazu, system przekazuje sygnał do układu kierowniczego, który reaguje, wykonując skręt korygujący (tzw. kontra). Jeżeli nie ma właściwej reakcji ze strony kierowcy lub trwa ona zbyt długo, a samochód zaczyna opuszczać swój pas ruchu, system może ostrzec kierowcę poprzez: sygnał wizualny na desce rozdzielczej, sygnał dźwiękowy, a także wibracje kierownicy oraz fotela (odpowiednio z lewej lub prawej strony).
Zaawansowane wersje tego układu, oprócz widocznych pasów ruchu, potrafią rozpoznawać także krawężniki oraz nieoznakowane pobocze.